# Elizabeth Acevedo

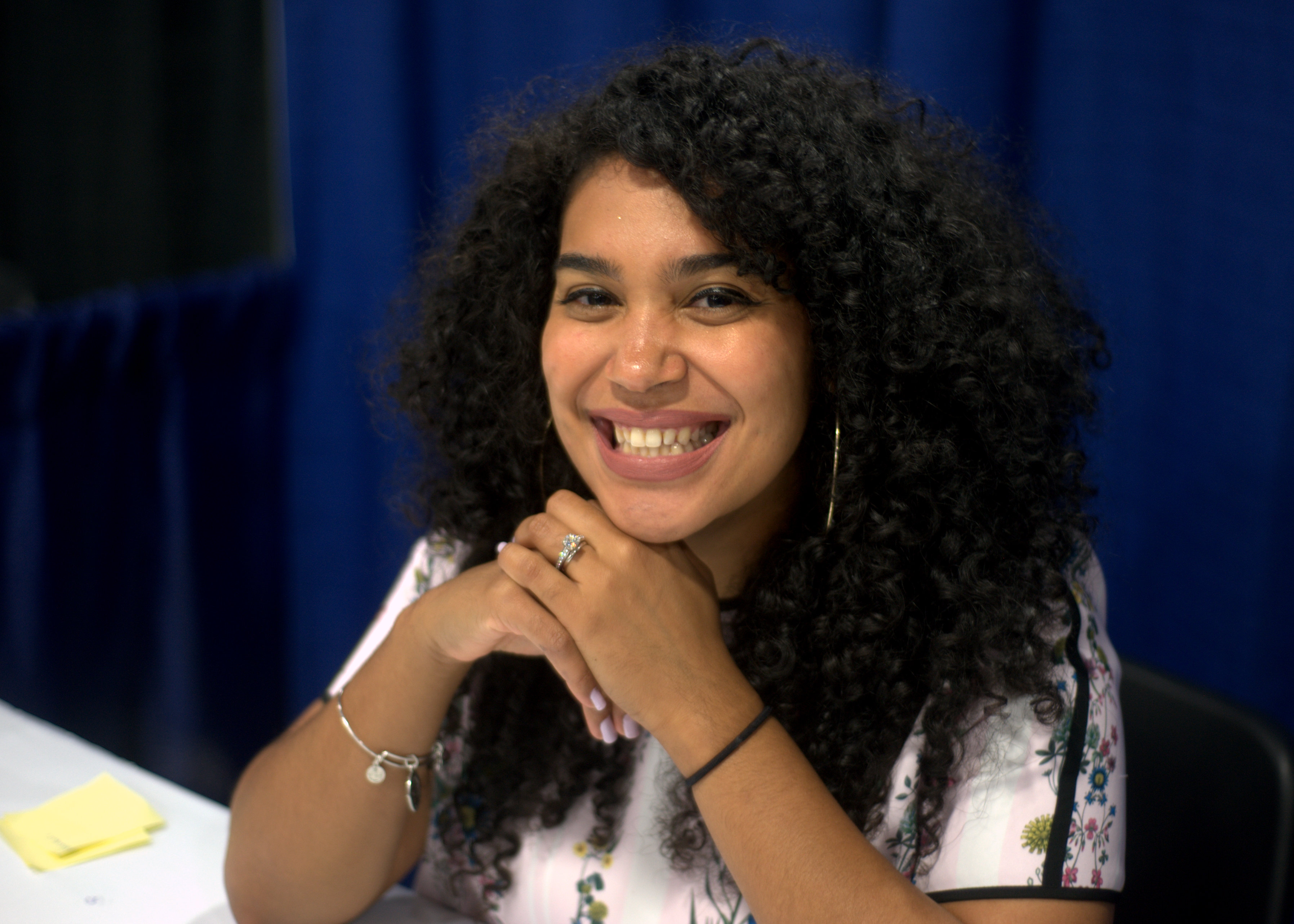
Elizabeth Acevedo (2018)

Elizabeth Acevedo (* 15. Februar 1988 in New York City) ist eine dominikanisch-amerikanische Schriftstellerin. Ihre bisherigen Hauptwerke werden dem Genre Jugendliteratur zugeordnet.

## Leben
Elizabeth Acevedo wurde in New York City als einzige Tochter dominikanischer Einwanderer geboren. Sie erwarb an der George Washington University, Washington D.C., einen B.A.-Abschluss in Performing Arts und an der University of Maryland einen Master of Fine Arts in Creative Writing. Sie ist mit Shakir Cannon-Moye verheiratet, das Paar lebt in Washington, D.C. Sie arbeitete als Englisch-Lehrerin an einer Schule in Prince George’s County, Maryland.
Sie beteiligt sich an Poetry-Slam-Veranstaltungen und -Wettbewerben. Sie engagiert sich für Chancengleichheit. Ihr Ehemann arbeitet für Jobs for the Future, eine gemeinnützige US-amerikanischen Einrichtung.

### Literarisches Schaffen
Sie schrieb die Bücher Poet X, With the Fire on High und Clap When You Land, die man dem Genre Jugendbuch zuordnen kann.
In ihrer Rede anlässlich der Verleihung der CILIP Carnegie Medal 2019 beschrieb sie, wie sie zum Schreiben ihres ersten Buches, Poet X, kam. Anlass war ihre Erfahrung als Lehrerin an einer Schule in Maryland. Im Alter von 22 Jahren unterrichtete sie dort Literatur an einer Schule, die hauptsächlich von afro- und lateinamerikanischen Schülern besucht wurde. Dort wurde ihr bewusst, dass es nicht viele Bücher gibt, die die Lebensumstände der Schüler und ihr Ringen um einen Platz in der Gesellschaft zum Gegenstand haben. Gleichzeitig nahm sie ein großes Interesse ihrer Schüler an solchen Büchern wahr. Dies veranlasste sie zum Schreiben ihres ersten Buches, das die Entwicklung einer Schülerin in Harlem zum Gegenstand hat, der die Poesie die Möglichkeit gibt, ihre Gedanken und Gefühle auszudrücken.
2019 war sie Eröffnungsrednerin des Kinder- und Jugendprogramms des Internationalen Literaturfestivals Berlin.

## Rezeption
Über das Buch Soul Food schreibt Klaus Humann in der Wochenzeitung Die Zeit, der Roman feiere das Leben, ohne auf die Bitterstoffe zu verzichten – wie ein gutes Essen. Acevedo erzähle davon, wie schwer es sei, die eigene Stimme zu finden, seinen Platz in der Welt. Und sie lasse ihre Leserinnen und Leser an so etwas wie Magie im Leben glauben. Sie wisse aber auch: Die gebe es nicht umsonst.

## Ehrungen
Sie wurde 2014 mit dem Beltway Slam Team (Elizabeth Acevedo, G. Yamazawa, Pages Matam, Roscoe Burnems, Clint Smith) National Poetry Slam Champion.
Für das Buch The Poet X wurde sie 2018 mit dem National Book Award for Young People’s Literature und dem Boston Globe–Horn Book Award sowie 2019 mit der Carnegie Medal, dem Michael L. Printz Award, dem Pura Belpre Author Award ausgezeichnet. Sie war die erste Person of Color, die die Carnegie Medal in der Geschichte des Preises erhielt.
Clap When You Land wurde 2020 als eines der Fiction and Poetry Honor Books im Rahmen des Boston Globe–Horn Book Award geehrt. Das Buch war außerdem auf der Shortlist für die 2021 Carnegie Medal.
Für das Buch Soul Food erhielt sie im Juli 2021 den von Die Zeit gemeinsam mit Radio Bremen monatlich vergebenen LUCHS-Preis für Kinder- und Jugendliteratur.

## Werke
- Beastgirl & Other Origin Myths, Chapbook Series, Yesyesyes Books, 35 Seiten, 2016, ISBN 978-1-936919-45-1.
- The Poet X, Balzer + Bray, 2017
  - dt.: Poet X, Rowohlt, Hamburg 2019, ISBN 978-3-499-00186-4.
- With the Fire on High, HarperTeen, 2019
  - Soul Food. Übersetzt von Anne Brauner, Rowohlt, Hamburg 2021, ISBN 978-3-499-00354-7. – Luchs des Monats Juli 2021
- Clap When You Land , Quill Tree Books, 2020